# Austrocynoglossum latifolium
Austrocynoglossum latifolium är en strävbladig växtart som först beskrevs av Robert Brown, och fick sitt nu gällande namn av Robert Reid Mill. Austrocynoglossum latifolium ingår i släktet Austrocynoglossum och familjen strävbladiga växter. Inga underarter finns listade i Catalogue of Life.